# Hermann Sallagar
Hermann Sallagar (Klagenfurt, 29. srpnja 1867. – Beč, 13. studenog 1954.) je bio austrougarski podmaršal i vojni zapovjednik. Tijekom Prvog svjetskog rata obnašao je dužnost načelnika stožera 1. armije, te je zapovijedao 27. pješačkom divizijom na Istočnom i Talijanskom bojištu.

## Vojna karijera
Hermann Sallagar je rođen 29. srpnja 1867. u Klagenfurtu. Nakon pohađanja kadetske škole, od 1884. služi u 99. pješačkoj pukovniji. Od 1888. s činom poručnika, nalazi se na službi u 45. pješačkoj pukovniji. Potom od 1891. pohađa Ratnu školu u Beču koju završava 1893. godine. Od 1896. s činom satnika služi u Glavnom stožeru, dok od 1905. s činom bojnika obnaša dužnost najprije načelnika stožera 30. pješačke divizije, a potom 29. pješačke divizije. Na navedenim dužnostima nalazi se do 1907. kada je raspoređen na službu u odjel ratne povijesti Ratnog arhiva i to do 1911. kada je imenovan za predsjednika Povjerenstva za Dunav. Godine 1912. promaknut je u čin bojnika, da bi početkom 1914. ponovno bio raspoređen na službu u Ratni arhiv. U travnju 1914. imenovan je načelnikom stožera V. korpusa pod zapovjedništvom Pavla Puhalla na kojoj dužnosti se nalazi i na početku Prvog svjetskog rata.

## Prvi svjetski rat
Na početku Prvog svjetskog rata V. korpus kojem je Sallagar bio načelnikom stožera nalazio se u sastavu 1. armije kojom je na Istočnom bojištu zapovijedao Viktor Dankl. S V. korpusom najprije sudjeluje u Bitci kod Krasnika, nakon čega u jesen sudjeluje u borbama kod Ivangoroda i Krakowa. Početkom siječnja 1915. V. korpus ulazi u sastav 3. armije u sklopu koje sudjeluje u Drugoj Karpatskoj ofenzivi kojom se pokušalo deblokirati tvrđavu Przemysl. Dužnost načelnika stožera V. korpusa obnaša do svibnja 1915., nakon čega je u rujnu te iste godine promaknut u čin general bojnika. U travnju 1916. imenovan je načelnikom stožera 1. armije koju dužnost obnaša do srpnja kada je armija raspuštena. Nakon raspuštanja 1. armije u jesen 1916. preuzima zapovjedništvo nad 16. pješačkom brigadom kojom zapovijeda do kolovoza 1917.. U kolovozu 1917. imenovan je zapovjednikom 27. pješačke divizije zamijenivši na tom mjestu Ferdinanda Kosaka. Predmetna pješačka divizija nalazila se na Istočnom bojištu, ali je u ožujku 1918. premještena na Talijansko bojište u južni Tirol gdje u lipnju sudjeluje u borbama na Grappi. Pred kraj rata, početkom studenog 1918. unaprijeđen je u čin podmaršala.

## Poslije rata
Nakon završetka rata Sallagar je sa 1. siječnjem 1919. umirovljen. Preminuo je 13. studenog 1954. u 88. godini života u Beču.

## Vanjske poveznice
(njem.) Hermann Sallagar na stranici Archivinformationssystem.at

(eng.) Hermann Sallagar na stranici Armedconflicts.com